# Pedro Homem Albernaz
Pedro Homem Albernaz (1573, Ilha Terceira) foi um padre português, prelado da Prelazia de São Sebastião no Rio de Janeiro no período de (1637-1643).

## História
Ocupou por duas vezes a administração eclesiástica do Rio de Janeiro. Pela segunda vez, em substituição ao jesuíta Lourenço de Mendonça, que ganhara a malquerença e oposição dos moradores pela espinhosa questão da escravidão dos índios.
Segundo Vivaldo Coaracy em seu livro «O Rio de Janeiro do século 17», p. 90, Mendonça usava de sua autoridade para subtrair os índios ao cativeiro por parte dos moradores, colocando-os sob a administração dos jesuítas. Em fins de abril de 1637 Mendonça foi forçado pelos moradores a fugir para Portugal, defender-se das acusações que lhe faziam, e entregou interinamente a prelazia ao Vigário Geral Albernaz. Carta régia de 2 de setembro de 1639 confirmaria Albernaz nas funções de prelado.
Sua administração foi agitada como a de seus predecessores. O ponto crucial era a questão da escravidão dos índios, pois apesar de seus sentimentos profundamente religiosos, os moradores do Rio de Janeiro se insurgiam quando seus interesses econômicos eram afetados ou quando as autoridades da Igreja, exorbitando, pretendia exercer ação sobre a vida civil. Estando as ordens religiosas investidas de privilégios materiais, exerciam concorrência vantajosa, por exemplo, na exploração de engenhos de açúcar, na criação de gado, na preferência para exportação e para comércio, sendo então motivo de rancores. Acrescidos, quando viam que em suas fazendas os jesuítas empregavam os índios colocados sob sua jurisdição como se fossem verdadeiros escravos. Já os padres acusavam os moradores de violar as leis divinas e as prerrogativas que o Papa e o Rei de Portugal concediam à Companhia de Jesus.